# Certhia tianquanensis
Il rampichino del Sichuan (Certhia tianquanensis Li, 1995) è un uccello passeriforme della famiglia Certhiidae.

## Descrizione

### Dimensioni
Misura 14 cm di lunghezza.

### Aspetto
Si tratta di uccelletti dall'aspetto paffuto e arrotondato, muniti di grossa testa piriforme (arrotondata sulla nuca e allungata nel senso del becco) che sembra incassata direttamente nel torso, becco piuttosto lungo e sottile incurvato verso il basso, ali appuntite, coda squadrata piuttosto lunga e dalle penne rigide e forti zampe dalle lunghe dita artigliate.
Il piumaggio è di colore grigio-brunastro su fronte, vertice, nuca, ali e dorso, con le singole penne munite di orlo nerastro e base biancastra, a dare alla livrea dell'area dorsale un effetto screziato ottimo per camuffarsi nell'ambiente in cui la specie vive: le punte delle copritrici sono bianche, a formare uno specchio alare. Sopracciglio e gola sono bianchi, con presenza nel mezzo di una mascherina di colore bruno scuro che va dai lati del becco alla nuca (dove si congiunge col bruno della nuca), coprendo anche le guance: petto, ventre e fianchi sono di color nocciola, mentre coda, codione e groppa sono di color bruno chiaro tendente al beige.
Il becco è nerastro superiormente e grigio inferiormente, le zampe sono di color carnicino e gli occhi sono di color bruno scuro.

## Biologia
Si tratta di uccelleti che vivono da soli o in coppie, passando la maggior parte della giornata alla ricerca di cibo fra i tronchi e i rami degli alberi e passando la notte in tane scavate nella corteccia, talvolta con più esemplari che passano la notte stretti assieme per sfuggire al freddo invernale.
Il richiamo di questi uccelli è costituito da una veloce sequenza di trilli (6-8) che aumentano d'intensità e poi calano di tono.

### Alimentazione
Si tratta di uccelli insettivori, che si nutrono prevalentemente nel terzo superiore degli alberi, sondando le spaccature e i buchi nella corteccia alla ricerca di insetti ed altri piccoli invertebrati che costituiscono la loro dieta.

### Riproduzione
La stagione riproduttiva va da maggio a giugno: si tratta di uccelli monogami, la cui femmina si occupa della costruzione del nido (a coppa, costruito con rametti, aghi di pino e licheni e ubicato sotto un pezzo di corteccia in procinto di cadere fra i 2 e i 13 m dal suolo) e della cova delle 3-7 uova (che dura circa due settimane), mentre il maschio rimane costantemente nei pressi della compagna, scegliendo assieme a lei il sito di costruzione del nido, imbeccandola durante l'incubazione ed accudendo assieme a lei i nidiacei, che lasciano il nido a una ventina di giorni dalla schiusa e si affrancano dai genitori a poco più di un mese di vita.

## Distribuzione e habitat
Il rampichino del Sichuan, come intuibile dal nome comune, è diffuso nel Sichuan centrale e settentrionale: esso abita tuttavia anche i monti Qin, nello Shaanxi sud-occidentale: residente nel proprio areale, durante la stagione fredda questo uccello tende a scendere di quota. 
L'habitat di questi uccelli è rappresentato dalla foresta montana matura al di sopra dei 2000 m di quota, a prevalenza di conifere (in particolare a predominanza di abete di Faber).

## Tassonomia
A lungo classificato come sottospecie del rampichino alpestre col nome di C. familiaris tianquanensis, in realtà il rampichino del Sichuan, come dimostrato dagli studi a livello molecolare, è una specie relitta appartenente al clade himalayano dei rampichini, più vicina al rampichino del Nepal e in ogni caso rappresentante una specie a sé stante.